# Cressa mediterranea
Cressa mediterranea is een vlokreeftensoort uit de familie van de Cressidae. De wetenschappelijke naam van de soort is voor het eerst geldig gepubliceerd in 1979 door Ruffo.